# Kleinhartmannsdorfer Bach
Der Kleinhartmannsdorfer Bach ist ein rechter Nebenfluss der Großen Lößnitz im sächsischen Erzgebirge.

## Verlauf
Der Bach entspringt nördlich des Eppendorfer Ortsteils Kleinhartmannsdorf. Wie auch der parallel laufende Gahlenzer Bach fließt er Richtung Südwest ab. Auf etwa 2,5 km durchfließt er hierbei das Waldhufendorf Kleinhartmannsdorf, das entlang des Baches angelegt wurde. Hierauf folgt dann unmittelbar Eppendorf, das zumindest in diesem Teil eine ähnliche Ortsstruktur aufweist. Im Ortskern mündet der Kleinhartmannsdorfer Bach nach etwa 5,2 km in die Große Lößnitz.